# Mixingues
Os mixingues são um grupo étnico que habita os distritos de Demaji, Laquimpur setentrional, Sonitepur, Tinsuquia, Dibrugar, Sibsagar, Jorate e Golagate de Assão, na Índia. Alguns vivem dentro e por volta de Pasighat, no distrito de Siang Oriental de Arunachal Pradexe. Antigamente, eram chamados de miris; hoje, se ofendem com esse nome. Entretanto, a Constituição da Índia ainda se refere a eles como miris. Os mixingues são intimamente associados com o povo adi de Arunachal Pradexe.
Os mixingues pertencem ao clã tibeto-birmanês da raça mongoloide. Não se conhece exatamente de onde eles migraram, mas se acredita que eles foram habitantes das colinas do atual Arunachal Pradexe. Isso explica semelhanças culturais e linguísticas que eles têm com as pessoas da tribo adi (antigamente chamados "abores") e, até certo ponto, os miris das montanhas e os daflas de Arunachal Pradexe. Por volta do século XIII, eles começaram a migrar até as colinas de Assam, mais provavelmente em busca de terras férteis. Esse êxodo continuou por pelo menos 2-3 séculos.
Eventualmente, eles encontraram uma das terras mais férteis (a do vale do Bramaputra) e se estabeleceram ao longo da extensão do rio, começando de Sadiya no leste até Jorhat, no oeste. Eles continuaram a sua prática de viver em casas de palha erguidas em estacas de bambu, conhecidas como 'Chang-ghar'. Isso era uma proteção contra águas de enchente durante a estação chuvosa, embora a lógica original por trás das casas erguidas fosse proteger contra animais selvagens.
As enchentes anuais asseguravam que os mixingues tivessem uma vida de pobreza e miséria. Com a agricultura como a sua principal ocupação, as enchentes os afetam de muitas maneiras. Além disso, devido à sua afinidade por viver nas margens, estão sujeitos à malária e a doenças trazidas pela água. Mas 90% deles ainda continuam vivendo ao longo das margens do Bramaputra e dos seus afluentes, importunados pelos desastres que os atingem.
O seu festival principal é o Ali-Aye-Ligang, no mês de fevereiro, que celebra a sua colheita. A maioria dos mixingues segue ambas as religiões Donyi-Polo e hindu, e existem também alguns cristãos. Já foi verificado também que alguns se converteram ao Islã.
A língua dos mixingues é conhecida como a língua mixingue.
Os sobrenomes mixingues refletem o clã a que eles pertencem. Podem ser divididos em três clãs principais: Pegu, Doley e Morang. Isso é uma organização social. Casamentos podem acontecer fora do grupo (por exemplo, entre Pegu-Doley, Pegu-Morang, Morang-Doley). Isso depende de onde a sociedade está localizada (Dagdong (norte) ou Daktok (sul)).